# Вони не пройдуть
«Вони не пройдуть» (рос. «Они не пройдут») — радянський художній фільм 1965 року, знятий на кіностудії «Мосфільм».

## Сюжет
1934 рік. Після придушення повстання робітників-шуцбундовців інженер Ганс Мюллер залишає Австрію і емігрує в СРСР. У Росії Ганс знаходить свою любов. Його стосунки з Галиною складаються не просто. Її син Сашко болісно переживає прихід в будинок чужої людини. Але, урешті-решт, Ганс завойовує довіру хлопчика. Коли в Іспанії починається франкістський заколот, Ганс добровільно їде битися в рядах інтербригади. А після звільнення Відня повертається на батьківщину.

## У ролях
- Юрген Фроріп — Ганс Мюллер
- Лідія Шпара — Галина Римарьова
- Сергій Столяров — Олексій Якимов
- Інна Макарова — Софія Якимова
- Євген Герасимов — Санька Римарьов (молодший вік)
- Віктор Глазков — Санька Римарьов (старший вік)
- Ліда Волкова — Таня Якимова (молодший вік)
- Елла Романова — Таня Якимова (старший вік)
- Хеленд Пееп — Карл Рауш
- Ірина Прейс — Ельза Рауш
- Петро Алейников — старий біля багаття
- Зінаїда Воркуль — чергова по станції
- Зана Заноні — епізод
- Зоя Ісаєва — вчителька
- Юрій Кірєєв — таксист
- Олена Максимова — пасажирка трамваю
- Анна Павлова — епізод
- Микола Погодін — Василь
- Клара Рум'янова — епізод
- Галина Самохіна — епізод
- Ервін Кнаусмюллер — генсек австрійської компартії
- Віра Бурлакова — епізод
- Маргарита Жарова — епізод
- Інна Федорова — епізод
- Федір Корчагін — старий
- Олександра Данилова — жінка в черзі
- Чеслав Сушкевич — епізод

## Знімальна група
- Режисер — Зігфрід Кюн
- Сценарист — Олександр Рекемчук
- Оператор — Володимир Мінаєв
- Композитор — Мечислав Вайнберг
- Художники — Костянтин Степанов, Наталія Мєшкова